# 대한민국 형법 제118조
대한민국 형법 제118조는 공무원자격사칭죄에 관한 형법 각칙의 조문이다.

## 조문
제118조 【공무원자격의 사칭】
공무원의 자격을 사칭하여 그 직권을 행사한 자는 3년 이하의 징역 또는 700만원 이하의 벌금에 처한다.

- '공무원'에는 임시직원도 포함된다.
- '단순한 사칭 (→경범죄처벌법으로 처벌)'이 아닌 '사칭한 공무원의 직무에 관한 권한'을 행사해야 본 죄로 처벌 된다.